# 台灣自救運動宣言
《台灣自救運動宣言》乃是1964年9月由國立臺灣大學政治學系教授彭明敏與其學生魏廷朝、謝聰敏所印製的一份臺灣獨立運動宣言。
1966年全美臺灣獨立聯盟（The United Formosans in America for Independence，簡稱UFAI）成立後，即利用〈臺灣人民自救運動宣言〉作臺獨宣傳，陳以德將其翻為英文，透過募款把這篇文章刊登於1966年11月20日《紐約時報》，擴大臺獨的國際宣傳。:180-181
2020年1月2日，彭明敏在《自由時報》刊登〈台灣人民自救宣言續文〉。

## 宣言的正式名稱問題
雖然這份宣言是台灣獨立運動史上的一項重要文件，但是，關於這項文件的正式名稱，卻似乎在既存文獻中可以找到極多不同的版本。當這個宣言的摘要經由「全美台灣獨立聯盟（United Formosans in America for Independence） 」的努力，在1966年第一次以廣告的方式出現在西方媒體——紐約時報——時，它在註解內所列出的名稱是「Declaration of Formosans」（只有英文名稱）(李逢春等 1984，41)。Cohen and Teng (1990, 93)也將這份文件的名稱列為「Declaration of Formosans」（只有英文名稱）。
但是在彭明敏的英文版回憶錄中，他將這份文件稱作「台灣自救運動宣言」，後面附上的英文翻譯是「A Declaration of Formosan Self-salvation」(Peng 1972, 127)。然而，在中文版的回憶錄中，卻又出現了這份文件另外兩個不同的中文名稱——「台灣人民自救運動宣言」（彭明敏 1984，118，119）及「台灣人自救運動宣言」（彭明敏 1984，129）。在1994年出版的《彭明敏看台灣》當中，這份文件的名稱又回到英文版回憶錄中所列的「台灣自救運動宣言」（彭明敏文教基金會 1994，187-98）。綜觀這些不同的名稱，英文版回憶錄中的「台灣自救運動宣言」似乎是比較一致的用法(Shu 2005, 232, note 158)。

## 彭明敏等人起草該宣言的背景
在第二次世界大戰後，台灣由中華民國政府自日本手中接管，台灣人民對此滿懷期待，但後來，台灣在行政上仍然維持著與日治時期相同的專制，並未把民主制度落實在台灣。此外，政府在政治上的表現相當腐敗、經濟狀況也未好轉，台灣人民人心相當失望，在民怨累積下，之後爆發了二二八事件。
在國共內戰後，中華民國政府播遷至台灣，實施戒嚴，在頒佈了動員勘亂時期臨時條款後，就此進入了動員勘亂時期，中華民國憲法也被凍結，在宣言發表當時，已經歷近20年左右的不民主統治。

## 宣言的基本主張
指出蔣介石的「反攻大陸」政策是不可能加以實現的，並提出「一個中國，一個台灣」及「重新制憲與尊重人權」的主張，認為台灣有能力建立一個國家。

## 宣言的目標
1. 確認「反攻大陸」為絕不可能，推翻蔣政權。團結一千二百萬人的力量，不分省籍，竭誠合作，建設新的國家，成立新的政府。
2. 重新制定憲法，保障基本人權，成立向國會負責且具有效能的政府，實行真正的民主政治。
3. 以自由世界的一份子，重新加入聯合國與所有愛好和平的國家建立邦交，共同為世界和平而努力。[4]

## 軼事
- 彭明敏案爆發後，李煥請與彭明敏來往過的李敖吃飯。李煥對李敖旁敲側擊道，聽說台灣自救運動宣言寫得極好，「是經過你李先生指點或潤飾過的？」李敖笑答，「若是我寫的、或經我潤飾過的，一定更好。」李敖沒看過台灣自救運動宣言中文版，只有謝聰敏搞來的英文譯本，然而李敖因忙而未看；結果警總抄家時將英文譯本搜去，並誣指李敖為臺獨聯盟本部委員。[5]
- 李敖在接受訪問時曾表示，確信台灣自救運動宣言的英文版是連戰翻譯的；並稱連戰當時是在美國的臺獨分子，後來才投降回臺。[5]
- 2015年6月9日李敖在中天新聞台《中天青年論壇》說，台灣自救運動宣言只有兩條分別寫到台灣應加入聯合國及台灣應成立一個國家，「只有這兩條好像是跟台灣獨立有關係」，其他都是有關自由民主；但傳到日本，被台獨人士改為台灣獨立宣言，歷史被改寫了，「其實根本沒有台獨」[6]。

### 引用
1. ↑  彭明敏：台灣並非真正民主國家[], 台灣教會公報, 2012-05-04
2. ↑  陳佳宏. . 玉山社. 2006年8月. ISBN 978-986-7375-78-0.
3. ↑  彭明敏. . 自由時報. 2020-01-02  [2020-12-30]. （原始内容存档于2021-10-01） （中文（臺灣））.
4. ↑  台灣人民自救宣言 （页面存档备份，存于），台灣人民自救宣言。
5. 1 2  李敖，〈「彭明敏回憶錄」新版緣起〉。收錄於李敖，千秋評論叢書89《烈士·烈士·絞》。臺北：天元圖書有限公司。1989年5月31日初版。頁7-22。
6. ↑  魏嘉瑀. . 中國時報. 2015-06-11  [2020-11-21]. （原始内容存档于2020-01-01） （中文（臺灣））.

### 書目
(按照作者姓氏通用拼音順序排列)
- Cohen, Marc J., and Emma Teng. eds. 1990. Let Taiwan Be Taiwan. Washington, D.C.: Center for Taiwan International Relations.
- 李逢春等，1985，風起雲湧：北美洲台灣獨立運動之發展。Kearny，N.J.：世界台灣獨立聯盟。
- Peng, Ming-min. 1972. A Taste of Freedom: Memoirs of A Formosan Independence Leader. New York: Holt, Rinehart and Winston.
- 彭明敏，1984，自由的滋味：彭明敏回憶錄。Irvine，Calif.：台灣出版社。
- 彭明敏文教基金會編，1994，彭明敏看台灣。台北：遠流。
- Shu, Wei-Der. 2005. Transforming National Identity in the Diaspora: An Identity Formation Approach to Biographies of Activists Affiliated with the Taiwan Independence Movement in the United States. Ph.D. diss., Syracuse University.

## 外部連結
- 「台灣自救運動宣言」全文（页面存档备份，存于） | Declaration of Formosan Self-Salvation 英文原文
- 謝聰敏：面對鴿派的獨裁者 自救運動三十年感言
- 邱垂亮：都是民主的滿圓 紀念《台灣人自救宣言》三十週年